# Nkana Football Club
Maillots
Actualités
Le Nkana Football Club est un club zambien de football basé à Kitwe dans le nord du pays. Le club est fondé en 1935, c'est un des plus ancien club de football et le plus titré de Zambie.

## Histoire
Le club est fondé en 1935 sous le nom de Rokana United FC avant de prendre le nom de Nkana Red Devils en 1975. Le club est renommé Nkana FC en 1991. Le club joue ses matchs à domicile au Nkana Stadium appelé auparavant Scrivener Stadium, il a une capacité de 10 000 places. Comme le club joue en rouge il est surnommé les diables rouges (Red Devils). Le propriétaire du club et principal sponsor est la compagnie minière Mopani Copper Mines (en).
Le Nkana FC détient le record de victoires en championnat et avec six Coupes de Zambie, il est le club le plus titré de Zambie. En 1990, c'est le premier club zambien à atteindre une finale de Coupe des clubs champions africains, le club ne perdra qu'à la séance de tirs au but (3 à 5) contre les Algériens de la JS Kabylie. Le rival local Power Dynamos avait atteint la finale de l'autre coupe, la Coupe d'Afrique des vainqueurs de coupe de football 1982, avant de remporter le titre en 1991.
Le club domine le football zambien dans les années 80 et 90, il sera relégué pour la première fois en deuxième division en 2004, et connaîtra une période sombre, avec crise financière et du hooliganisme. En 2007, en gagnant la deuxième division du groupe Nord, le Nkana FC retrouve la première division.
Le derby local entre les red devils et Power Dynamos, appelé Kopala derby, est un des plus chaud en Afrique. 
En 2014, le club connaîtra un drame, lorsque son entraîneur, Masautso Mwale, trouve la mort dans un accident de la route en se rendant à un match de Coupe de la confédération. Masautso Mwale avait conduit le club au titre de champion de Zambie en 2013, mettant fin à une période de disette de douze années sans titre. 
En 2018, après un litige avec un joueur, la FIFA interdit les transferts de joueurs au club, l'interdiction sera levée en 2020, l'année où le Nkana FC remporte son treizième titre de champion de Zambie.
Après la saison du titre de 2020, le club sera en difficulté jouant proche de la zone de relégation, il finira la saison 2020-2021 à la 14e place à cinq points d'une place de relégation.

## Palmarès
- Championnat de Zambie (13)  (record) :
  - Champion : 1982, 1983, 1985, 1986, 1988, 1989, 1990, 1992, 1993, 1999, 2001, 2013, 2020

- Coupe de Zambie (6)
  - Vainqueur : 1986, 1989, 1991, 1992, 1993, 2000

- Ligue des champions de la CAF
  - Finaliste : 1990
  - Demi-finaliste : 1989